# Pterodroma cookii
Il petrello di Cook (Pterodroma cookii Gray, 1843) è un uccello marino della famiglia dei Procellariidi ampiamente diffuso nell'oceano Pacifico.

## Descrizione

### Dimensioni

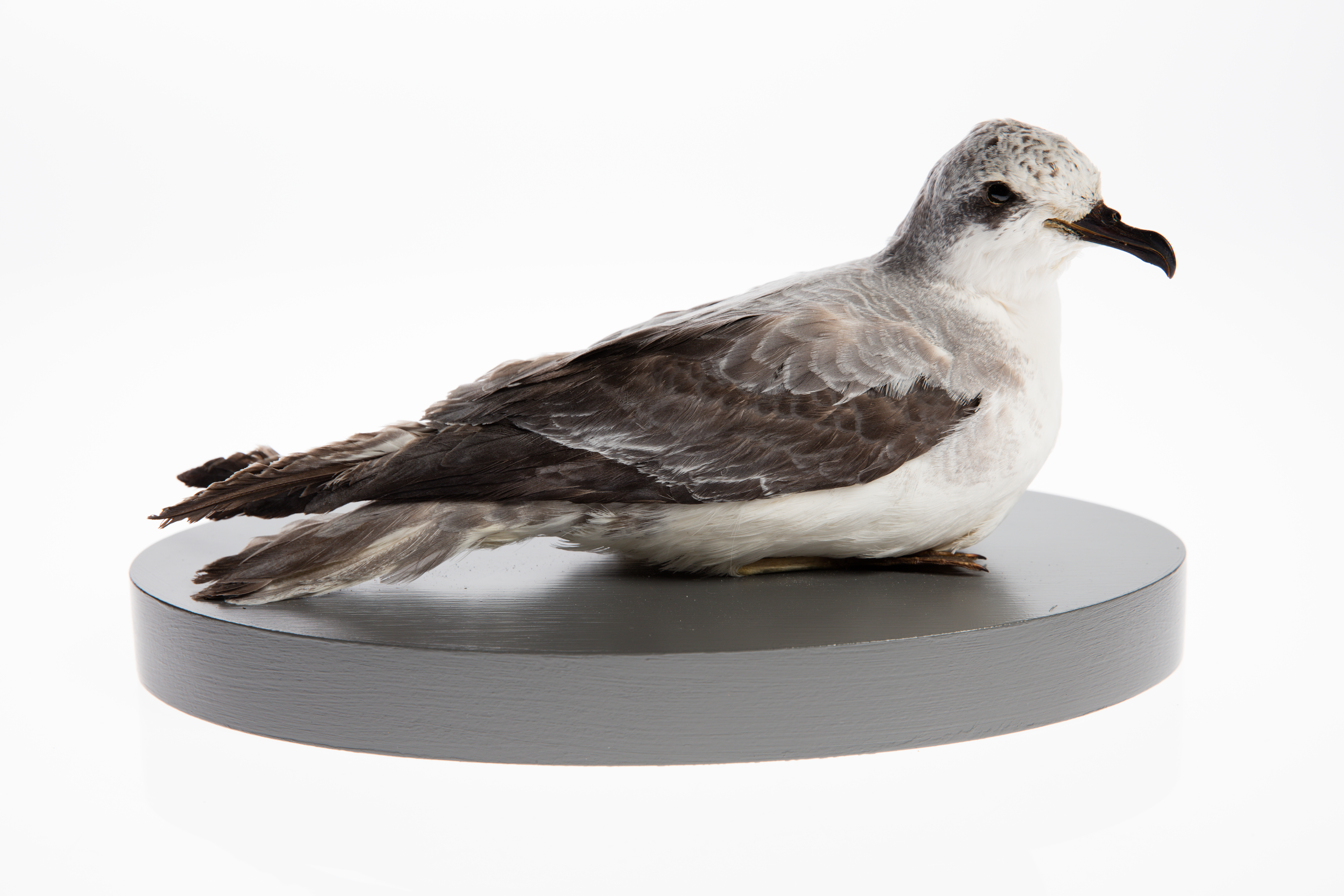
Esemplare impagliato nella collezione del museo di Auckland.

Misura 25-34 cm di lunghezza, per un peso di 112-302 g; l'apertura alare è di 66-82 cm.

### Aspetto
Il petrello di Cook, chiamato così in onore del celebre esploratore James Cook, è uno dei rappresentanti più piccoli del gruppo dei petrelli, uccelli marini che tornano a terra solamente per riprodursi. Presenta un piumaggio di colore grigio chiaro sul vertice e sulle parti superiori e bianco su fronte, guance e parti inferiori. Quando vola con le ali distese, è possibile vedere una «M» di colore grigio scuro sulla loro superficie superiore, mentre la superficie inferiore è bianca con l'estremità scura e una linea scura lungo il bordo anteriore. Il becco è lungo e nero con narici tubolari posizionate su entrambi i lati. Questa è una caratteristica unica dell'ordine dei Procellariiformi, che consente a questi uccelli di avere un senso dell'olfatto eccezionalmente acuto, utilizzato per localizzare al buio il cibo e i siti di nidificazione. Il nome «petrello» deriva dal latino petrellus, che significa letteralmente «Piccolo Pietro», dall'Apostolo che camminava sull'acqua con Gesù Cristo, e si riferisce al modo in cui questi uccelli pattinano o si librano appena sopra la superficie dell'oceano. Il suo richiamo è un kek-kek-kek piuttosto nasale, udibile di notte quando sorvola la terraferma.

## Biologia

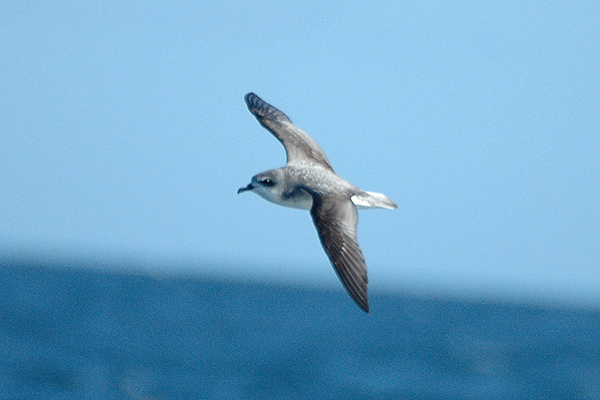
Esemplare fotografato nel golfo di Hauraki (Nuova Zelanda).

La stagione riproduttiva del petrello di Cook si protrae da ottobre ad aprile: le uova vengono deposte all'inizio di novembre a Little Barrier e un mese più tardi a Codfish. Questi uccelli scavano tane nel terreno delle colonie, all'interno delle quali viene deposto un singolo uovo che viene incubato per 47-51 giorni. Quando devono portare il cibo ai pulcini gli adulti trascorrono in mare un periodo di tempo variabile tra 2 e 13 giorni; i pulcini si alzano in volo all'età di 88 giorni.
La migrazione verso il Pacifico orientale avviene durante l'inverno, quando questi uccelli trascorreranno le loro notti nutrendosi principalmente di calamari, crostacei e piccoli pesci. I petrelli di Cook vengono visti più frequentemente afferrare la preda in superficie con il loro becco affilato. Come tutti gli altri petrelli e gli albatri, loro stretti parenti, il petrello di Cook ha uno speciale sistema digestivo costituito da uno stomaco superiore e inferiore. Qualsiasi tipo di olio presente nella sua dieta può essere immagazzinato nella parte superiore dello stomaco, mentre l'acqua, i grassi e le proteine vengono digeriti normalmente nella sua parte inferiore. Questo olio agisce come una costante fonte di energia quando piccole quantità entrano nello stomaco inferiore per essere assorbite, ma può anche essere rigurgitato per nutrire i pulcini. L'olio è un liquido appiccicoso e maleodorante che può essere usato anche come una forma efficace di difesa. Se minacciati, i pulcini espellono grandi quantità di olio, che si attacca alla pelliccia o alle piume del predatore. Questo non solo rende terribile l'odore del predatore, ma la pelliccia o le piume imbrattate perdono le loro proprietà isolanti e impermeabili, con esiti che possono essere anche fatali.

## Distribuzione e habitat
Il petrello di Cook nidifica solamente in Nuova Zelanda, sulle isole di Little Barrier, Great Barrier e Codfish. Al di fuori della stagione riproduttiva si dirige verso le coste pacifiche dell'America meridionale e, attraversando l'equatore, le acque del Pacifico orientale, dove generalmente viene segnalato tra 34° sud e 30° nord.
Uccello marino e rigorosamente pelagico, si incontra generalmente in acque temperate e subtropicali. Solo raramente si spinge in prossimità della terraferma, eccetto quando va a nidificare sulle isole al largo della costa, su crinali ricoperti da foreste e versanti scoscesi, tra 300 e 700 metri sul livello del mare.

## Conservazione
I petrelli di Cook si riproducono solo su tre piccole isole, e sono pertanto molto vulnerabili ai possibili fattori di minaccia. Mentre a Little Barrier vi è una consistente popolazione nidificante (forte di circa 286.000 coppie), la popolazione di Codfish era diminuita dalle 20.000 coppie dei primi anni del XX secolo alle circa 100 coppie della metà degli anni '80, a causa della predazione operata da due specie introdotte, il weka (un piccolo rallo incapace di volare) e il ratto del Pacifico. Oggi questa popolazione è nuovamente risalita a circa 5000 coppie nidificanti. La popolazione di Great Barrier è minacciata da gatti, cani, maiali selvatici e ratti, e nonostante le ricerche approfondite effettuate negli ultimi 25 anni sono state trovate solo 12 tane occupate.
La misura di conservazione più efficace per questa specie è il controllo dei predatori introdotti. I gatti rinselvatichiti furono tutti eradicati da Little Barrier nel 1980 a seguito di un intenso programma, ma ciò invece di provocare un aumento della popolazione dei petrelli, contribuì maggiormente alla sua riduzione, con una riduzione di nidiate che arrivavano felicemente alla fine dal 32% al 9%, in quanto si scoprì che i gatti predavano principalmente i ratti maggiori responsabili della predazione nei nidi, e in deciso aumento dopo la rimozione del loro naturale predatore; lo stesso è avvenuto per i ratti del Pacifico a Little Barrier e Codfish, rispettivamente nel 2004 e 1998. I weka, che erano soliti predare i petrelli di Cook a Codfish, sono stati rimossi attraverso le catture selettive e il trasferimento degli uccelli su altre isole. Grazie a queste azioni, il numero di petrelli di Cook su entrambe le isole è ora in aumento e a Little Barrier il successo riproduttivo è aumentato incredibilmente dal 5 al 70%. Tuttavia, la popolazione di Great Barrier vacilla sull'orlo dell'estinzione: necessita di un monitoraggio immediato e, nel caso venga trovata una colonia, dovrebbe essere implementato un programma per controllare i predatori introdotti.